# Lapso de tiempo
Lapso de tiempo es una película tipo indie del año 2014, perteneciente al género de ciencia ficción y suspenso, representa el debut en la dirección de Bradley King. La película se centra en un grupo de amigos que descubren una máquina que puede tomar imágenes de las cosas 24 horas en el futuro, y así se van haciendo bucles causales cada vez más complejos. Se estrenó el 18 de abril de 2014 en el Festival de Cine Fantástico de Bruselas.

## Argumento
Finn (Matt O'Leary) es un pintor con un bloqueo creativo, que vive junto a su novia Callie (Danielle Panabaker) y su mejor amigo Jasper (George Finn) en un complejo de apartamentos, donde Finn trabaja como gerente. Debido a que un inquilino de edad avanzada, el Sr. Bezzerides (informalmente llamado "Sr. B" por los protagonistas), no ha pagado su renta en dos meses, Callie se preocupa y va a ver cómo estaba, entonces descubre una extraña máquina en su apartamento que toma fotos de imagen Polaroid, a través de la ventana hasta su sala de estar, al parecer 24 horas en el futuro, siempre a las 8 p. m., aunque las visualizaciones de las fotos del Señor. B incluye fotos durante el día. Los amigos comprueban que el Señor B. tiene una unidad de almacenamiento, y es allí donde encuentran su cadáver inexplicablemente carbonizado; el cual aparentemente ha estado muerto durante una semana. Impulsado por una adicción al juego, Jasper trata de convencer a sus amigos sobre usar la máquina para ganar apuestas, ya que por lo general pierde, entonces la foto del día siguiente confirma que van a hacer precisamente eso. También muestra que Finn finalmente ha creado una nueva pintura; De esa forma Finn solo se ocupa de copiar el trabajo en las fotos que consigue para solucionar su bloqueo. Sobre la base de lo que le ocurrió al Sr. B y con las notas en su diario, se dan cuenta de que tienen que asegurarse de que los acontecimientos en las fotos cualesquiera que sean tienen que ocurrir, o su línea de tiempo se detendrá, y que por tanto, dejarán de existir.
Pasan varios días. Los amigos encubren la desaparición del Sr. B, lo que implica mentirle al guardia de seguridad del complejo, Big Joe informándole que el anciano está en el hospital. Después de una semana aprovechando las fotos, obtienen una foto inquietante: Callie besa a Jasper, mientras que Finn pinta en el fondo. Tras meditarlo están de acuerdo en recrear la foto, per el beso real se prolonga demasiado, mientras que Finn pinta, él se enoja y pone muy celoso. Mientras tanto el violento corredor de apuestas de Jasper, Iván se entera de la máquina, y obliga a los amigos a posar para las fotos con muchos más resultados de apuestas y eventos que Ivan usa para su beneficio. La amistad de Finn y Jasper se resiente mucho por estos eventos, mientras Ivan mantiene en su poder cada foto de cada noche, esto evita que Finn pueda ver su pintura. Aun así, Jasper puede tomar una copia de la próxima foto antes de dársela al matón de Iván, Marcus. Esta foto muestra un cráneo y huesos apresuradamente hechos en el lienzo, a lo que Jasper considera una advertencia a sí mismos.
A la noche siguiente, Finn se encuentra con Big Joe en la puerta, que acaba de conseguir un trabajo como oficial de policía. Marcus ve su reunión y llama Iván, quien no cree su historia sobre que Big Joe acaba de dejar a sus llaves de guardia. Ivan amenaza a todos ellos, pero Jasper lo convence de que la nueva foto de esa noche es sobre la muerte de Iván. Mientras Iván va a revisar la foto, Jasper apuñala a Marcus, a continuación, Ivan regresa y es asesinado.  Esconden los cuerpos en la unidad de almacenamiento del Sr. B. Finn y Callie pelean y Finn duerme en el sofá. Más tarde esa noche, son visitados por la colega del Sr. B, la doctora Heidecker, una miembro de la OMS, ella sospecha de Finn y Jasper, y entonces con un arma los obliga a revelarles lo que le sucedió al Sr. B quien había enviado un correo a Heidecker con una foto de la noche siguiente a la que ellos estaban, pero tomada antes de la muerte del señor B, esta muestra la sangre en la ventana y el sombrero del Sr. B en el sofá de los amigos (Jasper ha estado usando el sombrero del hombre muerto todo el tiempo). Cuando ella les dice que no sabe cómo ajustar la configuración de la máquina, Jasper le dispara a la doctora Heidecker usando el arma de Iván.
La foto de la noche siguiente muestra a Callie y Jasper teniendo sexo a través de la ventana. Finn habla con Jasper, tratando de encontrar una manera de prevenir estos eventos, pero Jasper lo golpea y lo encierra en el almacén del Sr. B, él tiene la intención de prevenir una paradoja y asegurarse de que lo que ocurre en la foto si pase, no importa lo que cueste. Finn se escapa y amenaza con destruir la máquina si Jasper no se detiene. Entonces empiezan a pelear, hasta que Callie aplasta la cabeza de Jasper con una de sus armas. Entonces Finn procede a hacer la pintura para que coincida con la foto de la doctora Heidecker, Finn se da cuenta de una discrepancia. Descubre que la cámara también toma una foto a las 8 de la mañana, una verdad que Callie se guardó para sí misma. Callie le revela que ella ha estado usando la foto de la mañana para enviarse mensajes a sí misma, y de esa forma manipular los eventos y reavivar su relación con Finn; la foto de sexo es una de las fotos desaparecidas de la pared del Sr. B, lo cual ocurrió una noche de borrachera hacía más de un mes. Entonces Finn rechaza a Callie y se propone a destruir la máquina, por lo que ella le dispara, y su sangre forma la salpicadura de sangre en la ventana de la foto de la doctora Heidecker. Cuando Callie está intentando enviarse otro mensaje a sí misma, Big Joe camina por los alrededores, y descubre a Jasper y Finn asesinados.
Callie se entrega sabiendo que la nota de seguridad será suficiente para enviar el mensaje y prevenirse, entonces la nota que dejó pegada en la ventana se cae justo después de que ella se va caminado tranquilamente con Big Joe, a continuación, se puede ver a Callie tratando desesperadamente de volver de nuevo para poner la nota de seguridad en la ventana de nuevo, pero es detenida por Joe. La cámara toma la foto que Heidecker tenía en su bolso y luego genera otra foto, que se deja sin revelar.

## Reparto
- Danielle Panabaker como Callie.
- Matthew O'Leary como Finn.
- George Finn como Jasper.
- Amin Joseph como Big Joe.
- Jason Spisak como Ivan.
- David Figlioli como Marcus.
- Sharon Maughan como la doctora Heidecker.
- Judith Drake como la señora Anderson.
- John Rhys-Davies como el Sr. B

## Influencias
La premisa de ser capaz de ver las imágenes de 24 horas en el futuro es también la base de varias otras películas y programas de televisión. Como lo son: Who Is Running?, Early Edition, The Queer Story of Brownlow's Newspaper una historia de H. G. Wells que fue convertida en un episodio de la serie The Infinite Worlds of H. G. Wells, y Paradox.
Las dinámicas de la relación entre los tres personajes principales, y su ubicación única en el lapso de tiempo, también se han inspirado de la película de 1994 de Danny Boyle, Shallow Grave. Por el hecho de ser un drama de bajo presupuesto centrado en la paradoja del tiempo, también se la ha comparado con la película de Shane Carruth Primer.

## Recepción
La recepción crítica de Lapso de tiempo ha sido positiva. Bloody Disgusting alabó la película, The Hollywood Reporter dice, complementada por lo que es en su mayor parte "Una simple premisa engaña cerebros". The Digital Journal también alabó la película, escribiendo "No es nada convencional o particularmente innovador, pero es una pieza sólida de narración."  Variety también la criticó positivamente, afirmando que «la foto nunca se siente claustrofóbica, a pesar de estar confinada a unos planos. En cuanto a los protagonistas son conocedores pero discretos, no arrebatan la atención de una narrativa ingeniosa, medida en términos de acoplamiento mutuo, pero siempre sin prisas"».
Rotten Tomatoes actualmente le da a la película una calificación del 71% lo que indica “fresco”.

### Premios
- Mejor actor/actriz Danielle Panabaker en el Festival de Cine Independiente de Londres (2014, Ganador)
- Mejor Película en el Festival Internacional de Cine Fantástico Fantaspoa (2014, Ganador)
- Mejor Película en el Festival de Cine Chiller de suspense (2014, Ganador)
- Mejor Película en el Festival Internacional de Cine de Portsmouth (2014, Ganador)
- Mejor Película en el Festival de Cine Subterráneo de Atlanta (2014, Ganador)
- Mejor Película en el Festival Internacional de Cine de Burbank (2014, Ganador)
- Mejor Película en los premios Austin Other Worlds (2014, Ganador)
- Mejor Película Internacional en el Festival de Cine Independiente de Londres (2014, Ganador)
- Mejor Película Extranjera en el Fantafestival (2014, Ganador)
- Mejor Película de Drama en el Festival de Cine de Horror de Atlanta (2014, Ganador)
- Mejor película para el público en el Festival de Cine Fantástico de Ithaca (2014, Ganador)
- Mejor Película Internacional de ciencia ficción en el Trieste Science + Fiction Festival (2014, Ganador)
- Mejor Película de ciencia ficción en el Festival de Cine de Feratum (2014, Ganador)
- Premio de Oro a la Mejor Película de Honu en el Festival de Cine Big Island (2014, Ganador)
- Mejor Película de horror/ciencia ficción en el Festival Internacional de Cine Crystal Palace (2014, Ganador)
- Premio Shriekfest a la mejor película de ciencia ficción en Shriekfest (2014, Ganador)
- Gran Premio Vortex a la Mejor película de ciencia ficción en el Festival Internacional de terror de Rhode Island (2014, Ganador)
- Mejor Guion en los Premios de películas Maverick (2014, Ganador)
- Mejor Guion en el Festival de Cine de Orlando (2014, Ganador)
- Mejor Guion en los premios Austin Other Worlds (2014, Ganador)
- Mejor Guion Internacional en el Festival de Cine Rojo Sangre (2014, Ganador)
- Indie Cities Breakthrough a la mejor película en el Festival de Cine Twin Cities (2014, Ganador)